# Henry L. Roberts
Henry Lithgow Roberts (1916-17 de octubre de 1972) fue un historiador estadounidense.
Profesor en la Universidad de Columbia y en Dartmouth College, fue también director del Russian Institute y del Institute on East Central Europe, así como editor de la revista Slavic Review. Escribió obras como Rumania: Political Problems of an Agrarian State (1951), Russia and America: Dangers and Prospects (1956) o Eastern Europe (1970), entre otras.